# Бахарево (Алтайский край)
Бахарево — исчезнувшая деревня в Благовещенском районе Алтайского края России. На момент упразднения входила в состав Новокулундинского сельсовета. Исключена из учётных данных в 1960-х годах.

## География
Деревня находилась между озером Бахаревское (Песчаное) и рекой Кулунда, на расстоянии примерно 3 километров (по прямой) к юго-востоку от поселка Курган.

## История
Деревня была основана в 1866—1868 годах. Относилась к приходу Леньковской церкви. В 1878 году деревня состояла из 17 дворов. К 1911 году количество дворов увеличилось до 102. В 1928 г. деревня состояла из 47 хозяйств. В административном отношении входила в состав Богатовского сельсовета Благовещенского района Славгородского округа Сибирского края.
В 1930-е годы организован колхоз имени Жданова. Позже деревня являлась отделением колхоза имени Ленина.

## Население
В 1926 году в деревне проживало 229 человек (113 мужчин и 116 женщин), основное население — русские